# العباس بن هشام الكلبي
العَباسُ بن هَشام بن مُحَمد بن السائب الكلبي القضاعي الكوفي (165 هـ - 240 هـ / 782م - 855م) إخباري وعالم من علماء النسب في القرن الثالث الهجري من أهل الكوفة. وهو ابن النسابة المشهور هشام بن محمد الكلبي، حدث عن أبيه وعن عوانة بن الحكم الكلبي وحدث عنه ابن أبي الدنيا، والبلاذري في كتابه أنساب الأشراف.